# بيل بيري (لاعب كرة قدم)
بيل بيري (بالإنجليزية: Bill Berry)‏ (1884 في المملكة المتحدة - 1 مارس 1943) هو لاعب كرة قدم بريطاني (وحمل سابقاً جنسية المملكة المتحدة لبريطانيا العظمى وأيرلندا) في مركز الهجوم. لعب مع توتنهام هوتسبير وستوكبورت كونتي ومانشستر يونايتد ونادي سندرلاند.